# Julio Benjumea
Julio Salvador y Díaz-Benjumea (Cádiz, 22 de maio de 1910 - 22 de junho de 1987) foi um militar, aviador e político espanhol. Combateu durante a Guerra Civil Espanhola, na qual participou como piloto de caças. Durante a guerra abateu 24 aeronaves inimigas, o que fez dele o segundo maior ás da aviação da guerra, apenas atrás de Morato. Durante a Segunda Guerra Mundial alistou-se no Esquadrão Azul. Em 1959 foi nomeado como Ministro do Ar de Espanha, tendo assumido esta função até 1974.